# Elena Rosetti
Elena Rosetti, född i Iași 17 juni 1825, död 2 april 1909, även känd som Elena Doamna, var en rumänsk adelsdam, furstinna av Moldavien, Valakiet och slutligen det enade Rumänien; gift 1844 med furst Alexandru Ioan Cuza, den förste monarken av det enade Rumänien. Hon var en medlem av bojarfamiljen Rosetti och besläktad med den mäktiga klanen Sturdza. Äktenskapet var barnlöst och olyckligt. 
Elena hjälpte Cuza att lämna landet då furst Mihail Sturdza rensade ut medlemmar av den moldaviska revolutionära rörelsen 1848. Hon separerade från maken 1853 på grund av hans förhållande med Marija Obrenović och levde sedan i Paris ända fram till 1862. Hon övertalades att återvända för att tysta skandalen över Cuzas bristfälliga äktenskap. Som furstinna av Rumänien blev hon känd för sina filantropiska projekt, så som grundandet av Elena Doamna Asylen i Bukarest, och adoptionen av utomäktenskapliga barn, bland annat makens. Under statskuppen 1866 hölls hon isolerad på sina rum medan maken störtades. Hon följde sedan maken och hans sambo i exil; efter hans död 1873 tog hon hand om hans och hans sambos barn.      